# ألمير مورايس أندرادي
ألمير مورايس أندرادي (11 مايو 1973 في البرازيل – )؛ هو لاعب كرة قدم سابق كان يلعب كلاعب وسط.

## وصلات خارجية
- ألمير مورايس أندرادي على موقع رابطة كرة القدم اليابانية للمحترفين (اليابانية)
- ألمير مورايس أندرادي على موقع قاعدة بيانات كرة القدم.إي يو (الإنجليزية)
- ألمير مورايس أندرادي على موقع عالم كرة القدم.نت (الإنجليزية)